# Récompenses des Hornets de Charlotte
Les Hornets de Charlotte sont une franchise de basket-ball américaine évoluant dans la National Basketball Association. Cet article regroupe l'ensemble des récompenses des Hornets de Charlotte durant les saisons NBA.

## Titres de l'équipe
Summer league (2025)

## Titres individuels

### Rookie de l'année
- Larry Johnson – 1992
- Emeka Okafor – 2005
- LaMelo Ball – 2021

### 6ehomme de l'année
- Dell Curry – 1994

### Exécutif de l'année
- Bob Bass – 1997

### NBA Sportsmanship Award
- Kemba Walker (x2) – 2017, 2018

## Hall of Fame

### Joueurs
4 hommes ayant joué aux Hornets principalement, ou de façon significative pendant leur carrière ont été introduits au Basketball Hall of Fame (également appelé Naismith Memorial Basketball Hall of Fame).
| Joueur          | Activité aux Hornets | Activité aux Hornets  | Hall of Fame        |
| Joueur          | Années               | Titres avec Charlotte | Année intronisation |
| --------------- | -------------------- | --------------------- | ------------------- |
| Robert Parish   | 1994–1996            | 0                     | 2003                |
| Alonzo Mourning | 1992–1995            | 0                     | 2014                |
| Vlade Divac     | 1996–1998            | 0                     | 2019                |
| Tony Parker     | 2018–2019            | 0                     | 2023                |

### Entraineurs, managers et contributeurs
| Personnalité | Activité aux Hawks | Activité aux Hawks  | Activité aux Hawks | Hall of Fame        | Hall of Fame |
| Personnalité | Années             | Titres avec Atlanta | Fonction           | Année intronisation | Qualité      |
| ------------ | ------------------ | ------------------- | ------------------ | ------------------- | ------------ |
| Dave Cowens  | 1996–1999          | 0                   | entraîneur         | 1991                | entraîneur   |
| Larry Brown  | 2008–2010          | 0                   | entraîneur         | 2002                | entraîneur   |

## Maillots retirés
Le maillot retiré au sein de la franchise des Hornets est le suivant :
- 13 - Bobby Phills

## Récompenses du All-Star Week-End

### Sélections au All-Star Game
Liste des joueurs sélectionnés pour le All-Star Game, en tant que joueur des Hornets de Charlotte :
- Larry Johnson (x2) – 1993, 1995
- Alonzo Mourning (x2) – 1994, 1995
- Glen Rice (x3) – 1996, 1997, 1998
- Eddie Jones – 2000
- Baron Davis – 2002
- Gerald Wallace – 2010
- Kemba Walker (x3) – 2017, 2018, 2019
- LaMelo Ball – 2022

### MVP du All-Star Game
- Glen Rice – 1997

## Distinctions en fin d'année

### All-NBA Team

#### All-NBA Second Team
- Larry Johnson – 1993
- Glen Rice – 1997

#### All-NBA Third Team
- Anthony Mason – 1997
- Glen Rice – 1998
- Eddie Jones – 2000
- Al Jefferson – 2014
- Kemba Walker – 2019

### NBA All-Rookie Team

#### NBA All-Rookie First Team
- Kendall Gill – 1991
- Larry Johnson – 1992
- Alonzo Mourning – 1993
- Emeka Okafor – 2005
- LaMelo Ball – 2021
- Brandon Miller – 2024

#### NBA All-Rookie Second Team
- Rex Chapman – 1989
- J. R. Reid – 1990
- Raymond Felton – 2006
- Adam Morrison – 2007
- Wálter Herrmann – 2007
- Nathan Scott - 2009
- D. J. Augustin – 2009
- Michael Kidd-Gilchrist – 2013
- Cody Zeller – 2014
- P. J. Washington – 2020

### NBA All-Defensive Team

#### NBA All-Defensive First Team
- Gerald Wallace – 2010

#### NBA All-Defensive Second Team
- Anthony Mason – 1997
- Eddie Jones (x2) – 1999, 2000
- P. J. Brown – 2001